# Fritz Bornmann
Fritz Bornmann (Bologna, 14 gennaio 1929 – Firenze, 27 novembre 1997) è stato un filologo classico italiano.

## Biografia

### Attività accademica
Giunto in Italia dalla Germania nel 1943, conseguì la maturità classica nel 1946. Presso l’Università degli Studi di Firenze fu allievo di Giorgio Pasquali, con il quale si laureò nel 1950. Dopo aver lavorato al Catalogo cumulativo della Biblioteca Nazionale Centrale di Firenze fino al 1953, fu professore di tedesco nelle scuole secondarie di Ravenna, Montevarchi, Pistoia e Firenze. 
Assistente e incaricato di Letteratura latina alla Facoltà di Magistero a Firenze dal 1960 al 1969, dal 1970 ricoprì vari incarichi di insegnamento nell’ambito della Letteratura greca a Genova, presso la Facoltà di Lettere: Antichità greco-romane, Filologia bizantina, Letteratura greca. Dal 1975 divenne Professore di ruolo di Letteratura greca presso l’Università degli studi di Genova, rimanendovi fino al 1983, anno del suo trasferimento all'Università degli Studi di Firenze, presso la Facoltà di Lettere, dove insegnò fino alla sua prematura scomparsa. 

### Attività editoriale
Fu condirettore della rivista “Atene e Roma”, rassegna trimestrale dell’Associazione Italiana di Cultura Classica. Collaborò alle principali riviste del settore e a opere collettive quali l'Enciclopedia virgiliana e l'Enciclopedia oraziana dell'Istituto dell'Enciclopedia Italiana. 
Fu coautore di numerosi strumenti didattici più volte ristampati tra cui si ricordano la nuova edizione (Firenze, G. Barbera, 1954) del Vocabolario greco-italiano di Giuseppe Rigutini; la Letteratura greca: profilo storico, antologia e pagine critiche (Firenze, Le Monnier, 1972, con Umberto Albini); l'antologia Pagine critiche di letteratura latina (Firenze, Le Monnier, 1964, con Alessandro Ronconi). 
Tra le sue traduzioni dal tedesco si ricordano quelle di Bruno Snell (Metrica greca, Firenze, La nuova Italia, 1977), di Günther Klaffenbach (Epigrafia greca, Firenze, La nuova Italia, 1978). Curò con Giovanni Pascucci e Sebastiano Timpanaro gli Scritti filologici di Giorgio Pasquali (Firenze, Olschki, 1986). 
Nell'ambito dell'edizione completa delle opere  di Nietzsche (Nietzsche Werke: kritische Gesamtausgabe, herausgegeben von Giorgio Colli und Mazzino Montinari) pubblicata dall'editore Walter de Gruyter, curò con Mario Carpitella l'edizione critica dei Philologische Schriften e delle Vorlesungsaufzeichnungen. 
Come filologo curò edizioni critiche e commentate quali Andromacha di Euripide (Firenze, Sansoni, 1962), Hymnus in Dianam di Callimaco (Firenze, La nuova Italia, 1968), i Fragmenta di Prisco di Panion (Firenze, Le Monnier, 1979).